# Remigia punctata
Remigia punctata là một loài bướm đêm trong họ Erebidae.